# Tyrannochthonius mahunkai
Tyrannochthonius mahunkai är en spindeldjursart som beskrevs av Volker Mahnert 1978. Tyrannochthonius mahunkai ingår i släktet Tyrannochthonius och familjen käkklokrypare. Inga underarter finns listade i Catalogue of Life.